# Tumblebugs
Tumblebugs — компьютерная игра-головоломка в жанре «три в ряд», разработанная Wildfire Studios. Первая часть выпущена в 2005 году, вторая в 2008 году.

## Игровой процесс

Скриншот из игры

### Общая информация
По сюжету чёрные жуки захватили множество других разноцветных жуков и крупными партиями затаскивают их в свои норы, чтобы сделать рабами. Игровой процесс похож на игру Zuma. Цель игры — освободить жуков, управляя жуком Тамблом и стреляя в цепочку пленных аналогичными жуками. При совпадении цветов жуки освобождаются. Если самые первые в цепочке жуки достигают норы, то игрок проигрывает. Как и во всех подобных играх, здесь есть множество различных бонусов.
Вверху отображается индикатор степени прохождения уровня. Когда он достигает 100%, появляется Супер-жук, освобождающий большую часть оставшихся пленников. В следующий момент появляется и чёрный жук, двигающий всю цепочку. Попадания в ближайших к нему жуков позволяют ненадолго замедлить цепочку. Когда все жуки освобождаются, чёрный погибает.
Игра делится на 12 разделов, в каждом из которых по 5—6 уровней. Последний уровень в разделе бонусный и его проходить необязательно. С каждым разделом игра становится всё сложнее: появляются новые цвета жуков, уменьшается количество одноцветных жуков, расположенных друг за другом, а также увеличивается скорость движения цепочки.
В игре есть два режима: непосредственно прохождение и сдерживание наступающей цепочки на время. Самые лучшие результаты помещаются в таблицу рекордов.

### Особенности второй части
Во второй части геймплей в целом не изменился, однако есть отличия. В первую очередь теперь выделяется два отдельных уровня сложности: нормальный и экспертный. Появилось несколько новых бонусов, а также «персонажи-помощники», значительно упрощающие некоторые уровни. В конце каждого раздела не один, а два бонусных уровня. Кроме того, появляется новый режим игры, в котором для спасения одного из персонажей необходимо пройти 27 уровней за 60 минут.

## Лицензия
Игра распространяется по условно-бесплатной модели с демо-режимом, в котором можно играть в общей сложности 60 минут.

## Отзывы
| Иноязычные издания  | Иноязычные издания |
| Издание             | Оценка             |
| ------------------- | ------------------ |
| IGN                 | 6/10               |
| Slide to Play       | 3/5                |
| Pocket Gamer        | 8/10               |
| App Gamer           | 6/10               |
| Download Free Games | 8/10               |

В целом игра оценивается положительно как критиками, так и простыми пользователями.